# 柠檬酸咖啡因
檸檬酸咖啡因（英語：Caffeine citrate），以Cafcit及Gencebok等品牌銷售，是一種用於治療罹患早產兒呼吸暫停症嬰兒的藥物。具體來說，此藥物適用於懷孕不足35週即出生，或體重低於2公斤（4.4磅），同時其他病因皆已被排除的嬰兒。給藥方式有口服或是緩慢靜脈注射兩種。
雖然此藥物通常因其名稱而被稱為咖啡因檸檬酸鹽，實際上它是由兩種成分的共晶體組成。檸檬酸咖啡因屬於黃嘌呤類藥物。它透過刺激大腦中的呼吸中樞來發揮作用。
純化的咖啡因於1819年被發現，而通常用於治療用途的是以檸檬酸咖啡因鹽的形式。此藥物已被列入世界衛生組織基本藥物標準清單。靜脈注射形式的檸檬酸咖啡因也可改以口服方式攝入。
Cafcit於1999年被美國食品藥物管理局（FDA）核准作醫療用途。申請廠商為Alpharma USPD, Inc.（此廠商已併入愛爾蘭的生物製藥公司Jazz Pharmaceuticals）。
歐洲藥品管理局（EMA）人用藥品委員會（CHMP）於2020年6月建議批准商品名稱為Gencebok的檸檬酸咖啡因於歐盟作醫療用途，並於2020年8月獲准。

## 醫療用途
檸檬酸咖啡因通常是針對懷孕28至32週即出生，或早於28週出生的早產兒，用於治療其呼吸暫停症的首選治療藥物。此藥物的副作用較茶鹼為少。
咖啡因可改善氣喘患者的氣道功能，可讓肺活量測試增強5%至18%，效果可持續四小時。

## 副作用
副作用有餵食問題、心率加快、低血糖、壞死性小腸結腸炎、腎臟問題、噁心、嘔吐、胃部不適、頭痛、睡眠困難、煩躁、排尿增加及皮疹或皮膚乾燥
有時患者會被建議測試其血液中的咖啡因含量。

## 用藥禁忌
對檸檬酸咖啡因任何成分過敏的患者禁用此藥物。患有腎臟、肝臟和/或胃腸道疾病的早產兒需謹慎使用，患有癲癇或心律不整的早產兒需謹慎使用。

## 作用機轉
雖然咖啡因對早產兒呼吸暫停症的作用機制尚不清楚，有幾種假設，包括：（1）刺激呼吸中樞，（2）每分鐘通氣量增加，(3) 降低高碳酸血症閾值，(4) 升高對高碳酸血症反應，(5) 增加骨骼肌張力，（6）降低橫膈膜疲勞，(7) 增加代謝率，以及（8）增加氧氣消耗。
這些影響大部分歸因於咖啡因對腺苷受體A1和A2亞型的拮抗作用，這種拮抗作用已在受體結合實驗中得到證實，且觀察到的咖啡因濃度與治療劑量相當。
由於藥物中有檸檬酸鹽，重量會增加，因此使用劑量會明顯高於咖啡因鹼，需更大的劑量才能有相同數量的咖啡因。咖啡因鹼與檸檬酸鹽形式的治療劑量之比通常為 1:2。應注意以明確區分劑量。

## 藥物代謝動力學
個體口服藥劑後約經30分鐘至2小時後可達最大血藥濃度。
肝臟中的細胞色素P450可將藥物代謝，但早產兒的此種酶分泌不足，代謝能力有限。

## 製造
此藥由無水咖啡因與檸檬酸一水合物和檸檬酸鈉二水合物混合而成。檸檬酸咖啡因共晶體至少有兩種無水多晶型形式存在。

## 外部連結
- . Drug Information Portal. U.S. National Library of Medicine.   [2024-02-28]. （原始内容存档于2019-12-31）.
- . NCI Metathesaurus.   [2024-02-28]. （原始内容存档于2021-08-28）.

C分類:罕用藥